# Vattenfall Cyclassics 2008
La 13ª edición de la Vattenfall Cyclassics tuvo lugar el 7 de septiembre de 2008. Tuvo un trazado de 213,7 km (el más corto de su historia) a través de la ciudad alemana de Hamburgo y su provincia. Fue la decimocuarta prueba del UCI ProTour 2008 aunque debido a su simultaneidad con la Vuelta a España, los tres últimos vencedores de la prueba, Filippo Pozzato, Óscar Freire y Alessandro Ballan así como el líder del UCI ProTour, Alejandro Valverde, no participaron.
El ganador final fue Robbie McEwen tras imponerse al sprint a sus compatriotras Mark Renshaw y Allan Davis, respectivamente

## Equipos participantes
Tomaron parte en la carrera 20 equipos: los 18 de categoría UCI ProTour; más 2 de categoría Profesional Continental mediante invitación de la organización (Skil-Shimano y Volksbank-Corratec).

## Clasificación final
| \| Posición \| Ciclista \| Equipo \| Tiempo \| \| -------- \| ------------------ \| -------------------------------- \| ---------- \| \| 1. \| Robbie McEwen \| Silence-Lotto \| 4h 37' 46" \| \| 2. \| Mark Renshaw \| Crédit Agricole \| m.t. \| \| 3. \| Allan Davis \| Quick Step \| m.t. \| \| 4. \| Murilo Fischer \| Liquigas \| m.t. \| \| 5. \| José Joaquín Rojas \| Caisse d'Epargne \| m.t. \| \| 6. \| Peter Wrolich \| Gerolsteiner \| m.t. \| \| 7. \| William Bonnet \| Crédit Agricole \| m.t. \| \| 8. \| Mirco Lorenzetto \| Lampre \| m.t. \| \| 9. \| Samuel Dumoulin \| Cofidis, Le Crédit par Téléphone \| m.t. \| \| 10. \| Fabian Wegmann \| Gerolsteiner \| m.t. \| |                    |                                  |            |
| Posición | Ciclista           | Equipo                           | Tiempo     |
| 1. | Robbie McEwen      | Silence-Lotto                    | 4h 37' 46" |
| 2. | Mark Renshaw       | Crédit Agricole                  | m.t.       |
| 3. | Allan Davis        | Quick Step                       | m.t.       |
| 4. | Murilo Fischer     | Liquigas                         | m.t.       |
| 5. | José Joaquín Rojas | Caisse d'Epargne                 | m.t.       |
| 6. | Peter Wrolich      | Gerolsteiner                     | m.t.       |
| 7. | William Bonnet     | Crédit Agricole                  | m.t.       |
| 8. | Mirco Lorenzetto   | Lampre                           | m.t.       |
| 9. | Samuel Dumoulin    | Cofidis, Le Crédit par Téléphone | m.t.       |
| 10. | Fabian Wegmann     | Gerolsteiner                     | m.t.       |

## Lista de participantes
| Lampre | Rabobank | Team Columbia |
| - 01. Daniele Righi - 02. Roberto Longo - 03. David Loosli - 04. Francesco Gavazzi - 05. Mirco Lorenzetto - 06. Sylwester Szmyd - 07. Simon Špilak - 08. Marco Bandiera                        | - 11. Bram de Groot - 12. Mathew Hayman - 13. Sebastian Langeveld - 14. Tom Leezer - 15. Paul Martens - 16. Joost Posthuma - 17. Bram Tankink - 18. Graeme Brown                        | - 21. Marcus Burghardt - 22. Gerald Ciolek - 23. Linus Gerdemann - 24. Bert Grabsch - 25. Andreas Klier - 26. Thomas Lövkvist - 27. Tony Martin - 28. Marcel Sieberg                         |
| Caisse d'Epargne | Astana | Team CSC |
| - 31. Anthony Charteau - 32. Joan Horrach - 33. Pablo Lastras - 34. David López García - 35. Francisco Pérez Sánchez - 36. José Rujano - 37. José Joaquín Rojas - 38. Rigoberto Urán           | - 41. Koen De Kort - 42. René Haselbacher - 43. Christopher Horner - 44. Maxim Iglinskiy - 45. Serguei Ivanov - 46. Aaron Kemps - 47. Grégory Rast - 48. Michael Schär                  | - 51. Andy Schleck - 52. Bobby Julich - 53. Fabian Cancellara - 54. Gustav Erik Larsson - 55. Jens Voigt - 56. Kasper Klostergaard - 57. Lars Ytting Bak - 58. Lasse Bochmann                |
| Euskaltel-Euskadi | Scott-American Beef | Silence-Lotto |
| - 61. Lander Aperribay - 62. Jon Bru Pascal - 63. Jorge Azanza - 64. Aitor Hernández - 65. Markel Irizar Aranburu - 66. Iñaki Isasi Flores - 67. Juan José Oroz Uglade - 68. Haimar Zubeldia   | - 71. Rubens Bertogliati - 72. Eros Capecchi - 73. Ermanno Capelli - 74. Ángel Gómez - 75. Manuele Mori - 76. David Cañada García - 77. Luciano Pagliarini - 78. Josep Jufre            | - 81. Mario Aerts - 82. Dario Cioni - 83. Nick Gates - 84. Robbie McEwen - 85. Christophe Brandt - 86. Johan Van Summeren - 87. Jurgen Van Den Broeck - 88. Wim Van Huffel                   |
| Liquigas | Gerolsteiner | Française des Jeux |
| - 91. Leonardo Bertagnolli - 92. Maciej Bodnar - 93. Kjell Carlström - 94. Dario Cataldo - 95. Mauro Da Dalto - 96. Murilo Fischer - 97. Alexandre Kuchynski - 98. Frederik Willems            | - 101. Thomas Fothen - 102. Johannes Fröhlinger - 103. Sven Krauss - 104. Volker Ordowski - 105. Ronny Scholz - 106. Fabian Wegmann - 107. Carlo Westphal - 108. Peter Wrolich          | - 111. Sébastien Chavanel - 112. Frederic Guesdon - 113. Sebastien Joly - 114. Guillaume Levarlet - 115. Christophe Mengin - 116. Tom Stubbe - 117. Benoît Vaugrenard - 118. Jussi Veikkanen |
| Quick Step | Crédit Agricole | Ag2r La Mondiale |
| - 121. Allan Davis - 122. Steven De Jongh - 123. Dmytro Grabovskyy - 124. Giovanni Visconti - 125. Alessandro Proni - 126. Sébastien Rosseler - 127. Gert Steegmans - 128. Jurgen Van De Walle | - 131. William Bonnet - 132. Jimmy Engoulvent - 133. Simon Gerrans - 134. Jonathan Hivert - 135. Thor Hushovd - 136. Christophe Kern - 137. Ignatas Konovalovas - 138. Mark Renshaw     | - 141. Cyril Dessel - 142. Philip Deignan - 143. Martin Elmiger - 144. Tanel Kangert - 145. Yuriy Krivtsov - 146. Stéphane Poulhiès - 147. Ludovic Turpin - 148. Stijn Vandenbergh           |
| Bouygues Telecom | Cofidis, Le Crédit par Téléphone | Team Milram |
| - 151. Julien Belgy - 152. Giovanni Bernaudeau - 153. Mathieu Claude - 154. Erki Pütsep - 155. Franck Renier - 156. Evgeny Sokolov - 157. Matthieu Sprick - 158. Yury Trofimov                 | - 161. Alexandre Blain - 162. Florent Brard - 163. Jean-Eudes Demaret - 164. Hervé Duclos-Lassalle - 165. Samuel Dumoulin - 166. Frank Høj - 167. Yann Huguet - 168. Damien Monier      | - 171. Christian Knees - 172. Dominik Roels - 173. Ralf Grabsch - 174. Martin Müller - 175. Björn Schröder - 176. Brett Lancaster - 177. Alberto Ongarato - 178. Peter Velits                |
| Skil-Shimano | Volksbank-Corratec | |
| - 181. David Deroo - 182. Kenny Van Hummel - 183. Piet Rooijakkers - 184. Thierry Hupond - 185. Tom Veelers - 186. Roy Curvers - 187. Albert Timmer - 188. Fumiyuki Beppu                      | - 191. Olaf Pollack - 192. André Korff - 193. Andreas Dietziker - 194. Philipp Ludescher - 195. Gerrit Glomser - 196. René Weissinger - 197. Pascal Hungerbühler - 198. Harald Morscher | |